# Следствие ведут ЗнаТоКи. Он где-то здесь
«Сле́дствие веду́т Знатоки́. Он где́-то здесь» — советский телевизионный детективный фильм 1982 года из цикла «Следствие ведут ЗнаТоКи» (дело № 17 «Он где-то здесь»).

## Сюжет
Действие картины происходит в начале 1980-х. Водитель новой «Волги» Анатолий Артамонов на подмосковной трассе не справился с управлением, вылетел с дороги и погиб. В машине находят чемодан с крупной суммой денег (62.000 рублей), о происхождении которых, как и о причинах поездки, никто из окружения Артамонова ничего не может сказать; по факту обнаружения денег Знаменский открывает дело. Разбирательство осложняет поведение родственников Артамонова: жена явно недоговаривает о семейных проблемах, свояк с её сестрой пытаются путать следствие фантастическими версиями о происхождении найденных денег, вокруг Артамонова находится ещё несколько человек, через которых он мог иметь доступ к преступным деньгам. Свояк, к тому же ранее был судим за незаконные валютные операции; отсидел, вроде бы «завязал», компромата на него нет, но на фоне происходящего он вызывает подозрения.
Выясняется, что Артамонов вёл двойную жизнь: для семьи и близких он был примерным семьянином, отличным парнем, работал механиком по обслуживаю уличных часов с весьма скромным достатком, свой старый «Москвич-400» собрал собственными руками. Одновременно с этим он имел преступные доходы, носил дорогие костюмы, ездил на новой «Волге», имел любовницу и был завсегдатаем дорогих ресторанов. Вторая жизнь тщательно скрывалась, в первую очередь от жены, которая панически боялась, что муж как-то свяжется с уголовным миром. Но при всём этом Артамонов явно не подходит на роль организатора хищений.
ЗнаТоКи ищут в его окружении того, кто организовал преступную схему и вовлёк в неё Анатолия. Это оказывается пожилой, ранее не судимый, но имеющий огромный опыт организации различных артелей Алексей Прокопьевич Щепкин. В подмосковном колхозе он с согласия председателя организовал «мастерскую народных промыслов» во главе со «своим» начальником. Артамонов вёл бухгалтерию мастерской, а также скупал в магазинах чеканку фабричного изготовления, которая от имени мастерской продавалась по завышенным ценам как штучные изделия народных промыслов, хотя фактически колхозники лишь переклеивали этикетки. Деньги, начисленные фиктивным работникам мастерской, присваивали организаторы, отдавая часть в колхозную кассу. Кроме того, преступные доходы образовывались за счёт перепродажи дефицитного сырья, которое от имени колхоза «выбивал» Щепкин.
Но дело оказалось пагубным для участников. Артамонов всё больше терял душевное равновесие из-за постоянного конфликта с совестью и законом, из-за распадающихся отношений с женой, от которой не укрылись странности его поведения. Председатель колхоза, в общем неплохой, честный человек, надеявшийся пополнить бюджет убыточного колхоза, тяжело страдал из-за того, что дал вовлечь себя и колхозников в «левую» деятельность. Мастерская развалила всё сельскохозяйственное производство: числящиеся в ней работники, получая лёгкие доходы, проводили время в пьянстве и безделии. Перед аварией Артамонов приезжал в колхоз по делам; у них с председателем произошёл тяжёлый разговор, после которого Анатолий уехал, явно расстроенный. Остаётся неясным, что произошло на дороге: возможно, он потерял управление из-за нервного срыва, а может быть — совершил таким образом самоубийство.
У следствия нет прямых улик против Щепкина, только догадки и показания, которые он может опровергать. Но организатор сам даёт признательные показания: он стар, болен и понимает, что следствие не оставит его в покое и будет докапываться до истины, и это может пагубно сказаться на его здоровье.

## Роли и исполнители

### Главные роли
- Георгий Мартынюк — Павел Павлович Знаменский
- Леонид Каневский — майор Александр Николаевич Томин
- Эльза Леждей — Зинаида Яновна Кибрит

### В ролях
- Александр Соловьёв — Анатолий Владимирович Артамонов
- Лариса Гребенщикова — Галина Степановна Артамонова, жена Артамонова
- Всеволод Сафонов — Антон Петрович Бардин
- Виктория Лепко — Алла Степановна Бардина, сестра Галины, жена Бардина
- Владимир Кенигсон — Алексей Прокопьевич Щепкин
- Наталья Егорова — Таисия Николаевна Снежкова, любовница Артамонова
- Борис Никифоров — Иван Тихонович Никитин, председатель колхоза
- Иван Воронов — Дмитрий Савельевич, управляющий конторой
- Семён Соколовский — Вадим Александрович Скопин, генерал-майор
- Александр Хотченков — Сеня Климов
- Татьяна Горностаева — Марина
- Антонина Жмакова — певица в ресторане
- Лев Межуев — охранник в гаражном кооперативе
- Александр Ширшов — мастер в конторе
- Миша Соловьёв — сын Артамонова
- Нина Палладина — эпизод (ошибочно указана как Нина Паладина)
- Наталия Потапова — доярка
- Владислав Сердюк
- Вячеслав Юрченко  Лев Винокуров - старший лейтенант Алексеев (на 28-й минуте).

## Создатели фильма
- Сценаристы: Ольга Лаврова, Александр Лавров
- Режиссёр: Геннадий Павлов
- Звук: Виталий Гоманков